# Хрисогон Аквилейский
Хрисогон Аквилейский (лат. Chrysogonus) — раннехристианский мученик, пострадавший во время великого гонения при императоре Диоклетиане. Почитается Католической (память 24 ноября) и Православной (память 22 декабря [4 января]) церквами.
Первое письменное упоминание о Хрисогоне встречается в Мартирологе блаженного Иеронима. 31 мая и 24 ноября там упоминается мученик Хрисогон из Аквилеи, пострадавший при Диоклетиане и почитаемый в своём родном городе.
В 499 году впервые упоминается освящённая в честь этого святого римская титулярная церковь в Трастевере. По одной версии, её основателем был тёзка святого, перенёсший почитание «своего» святого в Рим; по другой, церковь по неясным причинам изначально была освящена в честь аквилейского святого. В результате уже в VI веке традиция связывает Хрисогона с Анастасией Узорешительницей и делает их римскими мучениками. Хрисогон упоминает в евхаристическом каноне латинской литургии.
В итоговой версии жития Хрисогон называется учителем знатной римлянки Анастасии. Во время гонений Диоклетиана Хрисогон был брошен в тюрьму, затем доставлен в Аквилею к императору и обезглавлен. Его тело было брошено в море, но было выброшено на берег, где его нашёл и похоронил пресвитер Зоил. Традиция считает датой кончины Хрисогона 23 ноября, а празднование в его честь 24 ноября связывается с годовщиной основания церкви Сан-Кризогоно.
Святой Хрисогон — небесный покровитель города Задар в Хорватии, ему посвящена романская церковь XII века в старом городе. Интересна также небольшая романская церковь Святого Хрисогона в Шибенике.